# آبشار هرمیتیج کاسکید
آبشار هرمیتیج کاسکید (به انگلیسی: Hermitage Cascade) آبشاری است که در همیلتون (انتاریو)، کانادا واقع شده و ارتفاع کلی ریزشگاه آن ۴ متر (۱۳ فوت) است.